# Concertina
En  concertina  er et musikinstrument, hvis toner frembringes ved, at en luftstrøm fremkaldt af en blæsebælg sætter metalblade i vibrationer efter samme princip som en harmonika. Men concertinaen er mindre, er ottekantet form og har knapper på hver side. Mange kalder den "klovneharmonika", fordi den bruges af musikalske cirkusklovne.